# Les Deux Gosses (film, 1936)
Pour les articles homonymes, voir Les Deux Gosses.
Pour plus de détails, voir Fiche technique et Distribution.
Les Deux Gosses est un film français réalisé par Fernand Rivers et sorti en 1936, d'après l'œuvre de Pierre Decourcelle.

## Synopsis
À la suite d'un concours de circonstances malheureux, un riche aristocrate, Georges de Kerlor, accuse sa femme de le tromper, alors que cela concerne la sœur de celle-ci. Il en déduit à tort qu'il n'est pas le père de son fils, Jean, âgé de trois ans. Pour se venger, il quitte sa femme et abandonne avec de l'argent le petit garçon à un malfaiteur de passage, la limace, qui vit misérablement dans une roulotte, puis part à l'étranger.
Dans la roulotte, la Limace et sa femme Zéphirine, éprise de boisson, élèvent Claudinet, un autre garçon du même âge à la santé fragile, qui est exploité comme mendiant par le couple. Jean est rebaptisé Fanfan. Les deux garçons grandissent et deviennent d'inséparables amis. Ayant fini par retrouver le père de Fanfan, La limace apprend qu'il voudrait le récupérer, une autre occasion de lui extorquer une grosse somme. Malheureusement, c'est le moment que choisit Fanfan pour s'enfuir et La limace résout le problème en rendant Claudinet à la place de Fanfan...

## Fiche technique
- Réalisation : Fernand Rivers
- Décors : Robert Gys
- Photographie : Jean Bachelet
- Montage : Jacques Desagneaux
- Son : Joseph de Bretagne
- Musique : Tiarko Richepin
- Photographe plateau : Roger Corbeau
- Production : Les Films Fernand Rivers
- Pays de production :  France
- Format : Son mono - Noir et blanc - 1,37:1
- Durée : 115 minutes
- Date de sortie : 
  - France - 9 septembre 1936

## Distribution
- Paul Barge
- Rivers Cadet : Mulot
- Lucienne Cauvières : Sœur Simplice
- Dorville : La Limace
- Annie Ducaux : Colette
- Maurice Escande : Georges de Kerlor
- Serge Grave : Claudinet
- Jacques Tavoli : Fanfan
- Jean Heuzé : Brisquet
- Armand Lurville : Saint-Hyriex
- Louise Marquet : Brigitte
- Rolla Norman : Jacques d'Alboise
- Marguerite Pierry : Zéphyrine
- Augustine Prieur : Victoire
- Rogers : Fadard
- Germaine Rouer : Hélène de Kerlor
- Robert Seller : Firmin

## Autre version
Le roman de Pierre Decourcelle avait déjà fait l'objet d'une adaptation cinématographique en 1924 : Les Deux Gosses, film muet de Louis Mercanton.